# Marc Goossens
Marc Goossens, alcunhado de The goose - O ganso (Lommel, 30 de novembro de 1969) é um automobilista belga.
Correu na antiga Fórmula 3000 entre 1994 e 1995 e fez participações na categoria entre 1999 e 2001. Passou também pelas 24 horas de Le Mans. De 2002 a 2005, ele correu no FIA GT. Competiu também na NASCAR Busch Series, iniciando sua passagem na categoria no Autódromo Hermanos Rodríguez, na Cidade do México, em 2006 pela Robert Yates Racing. Sua estreia na série NEXTEL foi em agosto, em Watkins Glen, sem sucesso. Ele disputou outra corrida na Copa NEXTEL em 2007, no Hipódromo de Infineon. Ele vinha em bom plano na corrida até que uma falha mecânica fez o belga cair para trigésimo-sexto. Goossens detém o recorde de quatro vitórias (1997, 1998, 2005 e 2007), nas 24 Horas de Zolder, junto com Vincent Dupont e Anthony Kumpen.